# Campionati mondiali di snowboard 2003
I Campionati mondiali di snowboard 2003 si sono svolti a Kreischberg, in Austria, fra il 12 ed il 19 gennaio 2003.

## Risultati

### Uomini

#### Parallelo
| Posizione | Atleta            | Nazione  |
| --------- | ----------------- | -------- |
| 1         | Siegfried Grabner | Austria  |
| 2         | Mathieu Bozzetto  | Francia  |
| 3         | Simon Schoch      | Svizzera |

Data: 14 gennaio 2003

#### Gigante parallelo
| Posizione | Atleta       | Nazione  |
| --------- | ------------ | -------- |
| 1         | Dejan Kosir  | Slovenia |
| 2         | Simon Schoch | Svizzera |
| 3         | Nicolas Huet | Francia  |

Data: 13 gennaio 2003

#### Snowboardcross
| Posizione | Atleta           | Nazione     |
| --------- | ---------------- | ----------- |
| 1         | Xavier De Le Rue | Francia     |
| 2         | Seth Wescott     | Stati Uniti |
| 3         | Drew Neilson     | Canada      |

Data: 19 gennaio 2003

#### Big Air
| Posizione | Atleta        | Nazione   |
| --------- | ------------- | --------- |
| 1         | Risto Mattila | Finlandia |
| 2         | Simon Ax      | Svezia    |
| 3         | Antti Autti   | Finlandia |

Data: 18 gennaio 2003

#### Halfpipe
| Posizione | Atleta          | Nazione     |
| --------- | --------------- | ----------- |
| 1         | Markus Keller   | Svizzera    |
| 2         | Stefan Karlsson | Svezia      |
| 3         | Steven Fisher   | Stati Uniti |

Data: 17 gennaio 2003

### Donne

#### Slalom Parallelo
| Posizione | Atleta         | Nazione |
| --------- | -------------- | ------- |
| 1         | Isabelle Blanc | Francia |
| 2         | Karine Ruby    | Francia |
| 3         | Sara Fischer   | Svezia  |

Data: 15 gennaio 2003

#### Gigante parallelo
| Posizione | Atleta           | Nazione  |
| --------- | ---------------- | -------- |
| 1         | Ursula Bruhin    | Svizzera |
| 2         | Julie Pomagalski | Francia  |
| 3         | Heidi Renoth     | Germania |

Data: 13 gennaio 2003

#### Snowboardcross
| Posizione | Atleta           | Nazione |
| --------- | ---------------- | ------- |
| 1         | Karine Ruby      | Francia |
| 2         | Ursula Fingerlos | Austria |
| 3         | Victoria Wicky   | Francia |

Data: 19 gennaio 2003

#### Halfpipe
| Posizione | Atleta            | Nazione  |
| --------- | ----------------- | -------- |
| 1         | Doriane Vidal     | Francia  |
| 2         | Nicola Pederzolli | Austria  |
| 3         | Fabienne Reuteler | Svizzera |

Data: 16 gennaio 2003

## Medagliere per nazioni
| Nazione     | Oro | Argento | Bronzo | Totale |
| ----------- | --- | ------- | ------ | ------ |
| Canada      | 4   | 3       | 2      | 9      |
| Svizzera    | 2   | 1       | 2      | 5      |
| Austria     | 1   | 2       | 0      | 3      |
| Finlandia   | 1   | 0       | 1      | 2      |
| Slovenia    | 1   | 0       | 0      | 1      |
| Svezia      | 0   | 2       | 1      | 3      |
| Stati Uniti | 0   | 1       | 1      | 2      |
| Germania    | 0   | 0       | 1      | 1      |
| Canada      | 0   | 0       | 1      | 1      |